# Lis Løwert
Lis Løwert (Copenaghen, 7 dicembre 1919 – 26 novembre 2009) è stata un'attrice danese.

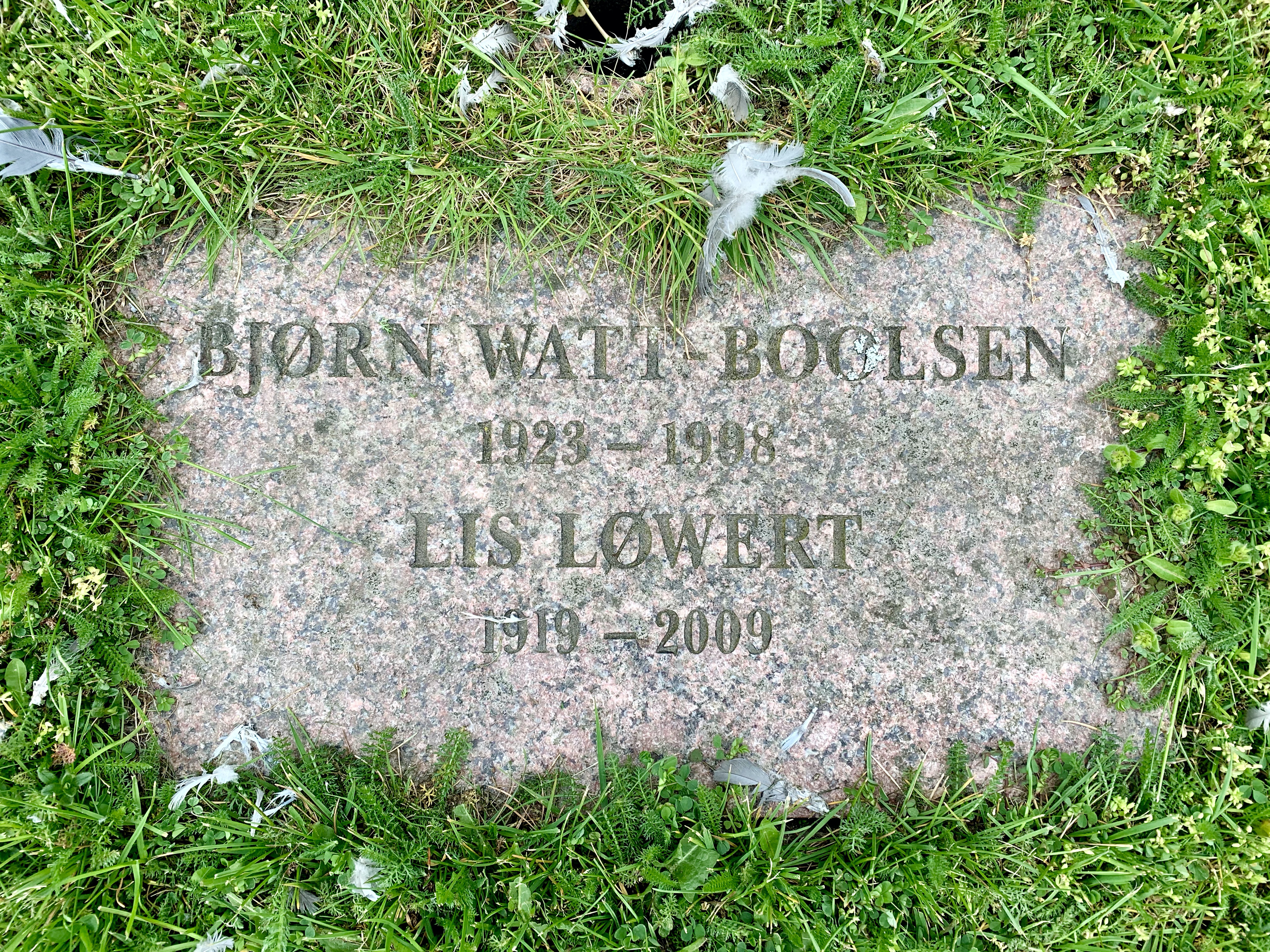
Tomba di Lis Løwert

È apparsa in 23 film tra il 1938 ed il 1971. Era molto conosciuta per le sue parti in due serie TV : Mrs. Clausen in Huset på Christianshavn e Violet Vinter in Monopoly (Mtador). Matador era stata preannunciata come una delle migliori serie televisive nella TV danese trasmessa tra il Novembre 1978 ed il Gennaio 1982. La serie finale, trasmessa nel 1985 è ancora una delle più viste nella storia della TV danese con approssimativamente 3.6 milioni di telespettatori in un paese che ne conta solo circa 5 milioni.

## Filmografia
- Den mandlige husassistent (1938)
- En forbryder (1941)
- Gå med mig hjem (1941)
- Tyrannens Fald (1942)
- Mordets melodi (1944)
- Oktoberroser (1946)
- Hans store aften (1946)
- Røverne fra Rold (1947)
- Penge som græs (1948)
- Kristinus Bergman (1948)
- Lejlighed til leje (1949)
- Susanne (1950)
- The Wooden Horse (1950)
- Familien Schmidt (1951)
- Adam og Eva (1953)
- På tro og love (1955)
- En kvinde er overflødig (1955)
- Kispus (1956)
- En kvinde er overflødig (1957)
- Poeten og Lillemor (1959)
- Poeten og Lillemor og Lotte (1960)
- Poeten og Lillemor i forårshumør (1961)
- Ballade på Christianshavn (1971)